# Qaamasoq Killeq
El Qaamasoq Killeq (en danès, Odin Sø) és un llac de Groenlàndia. Es troba a 815 msnm, a 61° 22′ N 45° 33′ O, i pertany al comtat de Groenlàndia Occidental i al municipi de Narsaq.